# 塩田村 (茨城県)
塩田村（しおたむら）は茨城県那珂郡にかつて存在した村である。

## 地理
- 旧大宮町の北東部、現在の常陸大宮市の北部に位置する。
- 旧山方町の南部に位置する。
- 村域には久慈川の支流が流れている。
- 村域の大半は山地になっている。

## 歴史
北塩子・西塩子の「塩」と長田・照田の「田」をとり塩田村と命名した。 

### 村域の変遷
- 1889年（明治22年）4月1日 - 町村制施行に伴い、西塩子村・北塩子村・照田村・長田村・長沢村が合併し那珂郡塩田村が発足。
- 1955年（昭和30年）7月1日 - 市町村合併により消滅。
  - 西塩子・北塩子・照田の一部は大宮町に編入。
  - 長田・長沢・照田の一部は山方町に編入。
- 1958年（昭和33年） - 山方町の一部（旧塩田村の照田の一部）が大宮町に編入。
- 2004年（平成16年）10月16日 - 山方町が那珂郡美和村、緒川村、東茨城郡御前山村とともに那珂郡大宮町（即日市制・改称、常陸大宮市）へ編入合併され廃止。

変遷表
| 1868年 以前 | 1868年 以前   | 明治22年 4月1日 | 昭和30年 7月1日 | 昭和33年      | 平成16年 10月16日     | 現在       |
| ----------- | ------------- | --------------- | --------------- | ------------- | --------------------- | ---------- |
|             | 西塩子村      | 塩田村          | 大宮町 に編入   | 大宮町        | 常陸大宮市 に市制改称 | 常陸大宮市 |
|             | 北塩子村      | 塩田村          | 大宮町 に編入   | 大宮町        | 常陸大宮市 に市制改称 | 常陸大宮市 |
|             | 照田村        | 塩田村          | 大宮町 に編入   | 大宮町        | 常陸大宮市 に市制改称 | 常陸大宮市 |
|             | 山方町 に編入 | 塩田村          | 大宮町 に編入   |               | 常陸大宮市 に市制改称 | 常陸大宮市 |
|             | 山方町 に編入 | 塩田村          | 山方町          | 大宮町 に編入 |                       | 常陸大宮市 |
|             | 山方町 に編入 | 塩田村          | 山方町          | 大宮町 に編入 | 長田村                | 常陸大宮市 |
|             | 山方町 に編入 | 塩田村          | 山方町          | 大宮町 に編入 | 長沢村                | 常陸大宮市 |

## 大字
- 西塩子（にししおご）
- 北塩子（きたしおご）
- 照田（てるだ）
- 長田（おさだ）
- 長沢（ながさわ）

## 人口・世帯

### 人口
総数 [単位： 人]
| 1889年（明治22年） | 1,914 |
| 1891年（明治24年） | 2,003 |
| 1920年（大正 9年） | 2,211 |
| 1935年（昭和10年） | 2,389 |
| 1950年（昭和25年） | 3,082 |

### 世帯
総数 [単位： 世帯]
| 1920年（大正 9年） | 451 |
| 1935年（昭和10年） | 480 |
| 1950年（昭和25年） | 558 |